# Rewolucyjna Partia Robotnicza Kolumbii

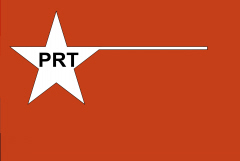
Flaga partii

Rewolucyjna Partia Robotnicza Kolumbii (hiszp. Partido Revolucionario de los Trabajadores de Colombia) – grupa partyzancka, a następnie partia polityczna z Kolumbii.

## Historia
Założona w 1982 roku. Jej twórcami byli dysydenci z Komunistycznej Partii Kolumbii (Marksistowsko-Leninowskiej). Partia dysponowała skrzydłem militarnym, które miało marginalne znaczenie. Utrzymywała bliskie więzi z Ruchem 19 Kwietnia. W drugiej połowie lat 80. przeszła transformację ideową. Odeszła od ortodoksyjnego maoizmu i zaczęła promować gospodarkę mieszaną z elementami wolnego rynku. Opowiedziała się również za pluralizmem politycznym. W 1991 roku podpisała z rządem porozumienie pokojowe. Przekształcona została w legalnie działającą partię polityczną.

## Ideologia
Była partią o charakterze maoistowskim.